# Poseidon (film)
Poseidon är en amerikansk katastroffilm som hade biopremiär i USA den 12 maj 2006, i regi av Wolfgang Petersen. Filmen är en nyinspelning av SOS Poseidon med mycket realistiska specialeffekter. 

## Handling
Lyxkryssaren Poseidon befinner sig ute i Nordatlanten på väg till New York med många passagerare ombord. De håller på att fira nyår när fartyget helt utan förvarning träffas av en 50 meter hög våg som lyckas vända på hela båten, så att Poseidon hamnar upp och ner. De som överlevde väntar på räddning som förhoppningsvis kommer inom ett par timmar, även om de inte riktigt vet hur de ska komma ut ur båten.
Dylan Johns (Josh Lucas) har god kännedom om båtar och vet att det finns en utväg även genom båtens botten som just nu befinner sig ovanför vattenytan. Han vill ge sig dit upp på egen hand. Några personer som befinner sig i närheten av honom får nys om hans planer och vill följa med. Totalt blir det tio personer som försöker ta sig upp till nästa våning och sedan vidare uppåt. Men det är inte riktigt så enkelt som de hade hoppats på.

## Rollista i urval
- Josh Lucas – Dylan Johns
- Kurt Russell – Robert Ramsey
- Richard Dreyfuss – Richard Nelson
- Emmy Rossum – Jennifer Ramsey
- Jacinda Barrett – Maggie James
- Mike Vogel – Christian Sanders
- Mía Maestro – Elena Morales
- Kevin Dillon – Lucky Larry
- Freddy Rodriguez – Marco Valentin
- Jimmy Bennett – Conor James
- Stacy Ferguson – Gloria
- Andre Braugher - Kapten Michael Bradford

### Fotnoter
1. ↑  Svensk Filmdatabas, Svenska Filminstitutet, Svensk filmdatabas film-ID: 63283.[källa från Wikidata]
2. ↑  ”Poseidon” (på engelska). Box Office Mojo. 12 maj 2006. http://www.boxofficemojo.com/movies/?id=poseidon.htm. Läst 8 november 2016.